# Roggliswil
Roggliswil é uma comuna da Suíça, no Cantão Lucerna, com cerca de 656 habitantes. Estende-se por uma área de 6,21 km², de densidade populacional de 106 hab/km². Confina com as seguintes comunas: Altbüron, Grossdietwil, Pfaffnau.
A língua oficial nesta comuna é o Alemão.

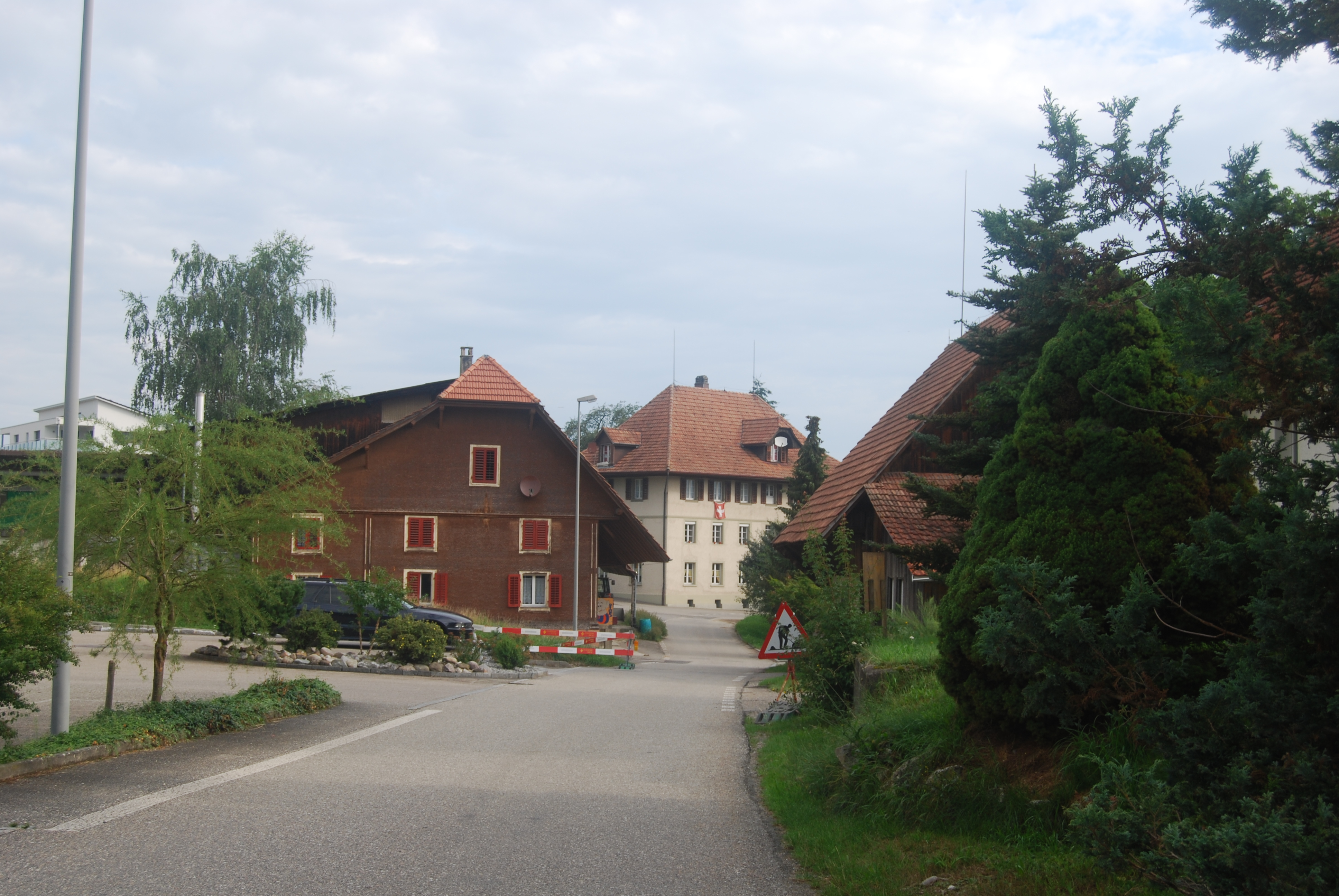
Roggliswil.